# Brannik
Brannik (bulgare Бранник) est une organisation créée en 1940 pendant la Seconde Guerre mondiale en Bulgarie (alors alliée à l'Allemagne nazie) pour embrigader la jeunesse bulgare. Elle s'inspirait des Jeunesses hitlériennes, et avait la même devise : « Sang et Honneur ».
Elle se livra entre autres à des persécutions contre les Juifs, mais aussi à des travaux d'intérêt général (entretien de ponts, d'aérodromes, de gares, surveillance) et à des actions de propagande dans les écoles (les enseignants qui s'y opposèrent furent molestés). Le 30 août 1944, alors que l'Armée rouge du général Fiodor Tolboukhine entrait dans le pays, les journaux de Sofia annoncèrent que le gouvernement avait décidé de dissoudre et d'interdire les Brannik. Ceux qui en avaient fait partie furent jugés et emprisonnés par la république populaire de Bulgarie, à l'exception de ceux qui se rallièrent au Parti communiste bulgare.
De nos jours, les groupuscules néo-nazis n'hésitent pas à acclamer les ex-dirigeants de l'organisation : par exemple, les supporters des clubs de football en Bulgarie, notamment le Levski Sofia brandissent souvent des affiches des Brannik.

## Sources
- I. Poppetrov, Gauche sociale et nationalisme : programmes et organigrammes des formations nationalistes autoritaires bulgares, éd. Gutenberg, Sofia 2009, pp. 805 – 848,  (ISBN 9789546170606).
- Organisation de jeunesse „Brannik“ – historique
- Serment des „Brannik“ (année 1941)